# Jacqueline Rustidge
Jacqueline Rustidge (28 april 1968) is een Nederlandse atlete, die gespecialiseerd is in de lange afstand.

## Loopbaan
In 2010 won Rustidge een zilveren medaille bij de Europese politiekampioenschappen in Donetsk. Ze finishte in 17.26,64 op de 5000 m. In zowel 2009 als 2011 won ze de halve marathon van Texel.
Rustidge heeft een dubbele nationaliteit. Haar Engelse vader kwam in 1974 naar Nederland.

## Palmares

### 3000 m indoor
- 1997  NK Hourusthallen in Den Haag - 9.50.3

### 5000 m
- 1999: 6e NK - 16.53,19
- 2010:  EK politie kamp. in Donetsk - 17.26,64

### 10.000 m
- 1997: 4e NK - 35.23
- 1998: 4e NK - 34.32,50

### 5 km
- 2006: 5e Marikenloop - 17.52

### 10 km
- 1998:  Salverda Berkumloop in Zwolle - 36.19
- 2000:  Banthumloop in Bergentheim - 35.17
- 2000:  Salverda Berkumloop in Zwolle - 35.30
- 2003:  Banthumloop in Bergentheim - 37.29
- 2004:  Banthumloop in Bergentheim - 36.08
- 2004:  Boeskool Run in Oldenzaal - 37.17
- 2004: 4e Gerard Tebroke Memorial Run in Aalten - 36.37
- 2004: 5e Salverda Berkumloop in Zwolle - 37.00
- 2005:  Dalfsen - 38.41
- 2006:  Banthumloop in Bergentheim - 36.10
- 2006:  Wiekloop in De Wijk - 36.32
- 2006:  Bikkelloop in Zuidwolde - 37.32
- 2007:  Banthumloop in Bergentheim - 36.51
- 2008:  Marikenloop - 36.14,2
- 2008:  Banthumloop in Bergentheim - 36.41
- 2008:  Salverda Berkumloop in Zwolle - 37.23
- 2009:  Marikenloop - 36.32,6
- 2009: 4e Salverda Berkumloop in Zwolle - 38.15
- 2010:  Zwitserloot Dakrun- B Race in Groesbeek - 36.43
- 2010: 4e Salverda Berkumloop in Zwolle - 37.11
- 2011:  Zwitserloot Dakrun- B Race in Groesbeek - 36.49
- 2012:  Marikenloop - 36.55,1
- 2014:  Marikenloop - 38.49
- 2014:  Loopfestijn Voorthuizen - 39.45
- 2015:  Marikenloop - 39.09
- 2015: 4e Loopfestijn Voorthuizen - 39.35
- 2016:  Marikenloop - 38.38
- 2019: 4e Marikenloop - 40.12

### 15 km
- 2004:  Van Bank to Bank Loop in Heerde - 55.05
- 2008: 5e Van Bank tot Bank Loop in Heerde - 57.31
- 2009:  Van Bank tot Bank Loop in Heerde - 57.22
- 2011:  Van Bank tot Bank Loop in Heerde - 57.00
- 2018: V50 Zevenheuvelenloop - 59.47  (overall 49e)

### 10 Eng. mijl
- 1998:  Diepehel Holterbergloop - 1:00.10
- 2007:  Zeebodemloop - 1:01.10
- 2015: 4e Mini-marathon Apeldoorn - 1:05.19
- 2019: 1e Stationsloop - 1:04.14

### halve marathon
- 1994:  halve marathon van Dronten - 1:21.36
- 1996: 5e halve marathon van Dronten - 1:20.22
- 1997: 4e halve marathon van Dronten - 1:18.36
- 1998: 4e NK - 1:21.48
- 1998: 5e halve marathon van Dronten - 1:18.34
- 1999: 8e NK - 1:17.22 (16e overall)
- 1999: 5e Marquetteloop - 1:19.17
- 2000: 20e City-Pier-City Loop - 1:17.41
- 2001: 4e halve marathon van Best - 1:17.44
- 2001:  Marquetteloop - 1:18.03
- 2001: 5e halve marathon van Utrecht - 1:18.54
- 2004: 5e halve marathon van Zwolle - 1:21.47
- 2004:  halve marathon van Dalfsen - 1:22.59
- 2006:  halve marathon van Dalfsen - 1:24.05
- 2006:  halve marathon van Dronten - 1:24.09
- 2007:  halve marathon van Enschede - 1:23.29
- 2007: 5e halve marathon van Zwolle - 1:23.32
- 2008:  halve marathon van Enschede - 1:22.22
- 2008: 4e halve marathon van Zwolle - 1:22.36
- 2008: 4e halve marathon van Dalfsen - 1:24.20
- 2009: 11e NK in Den Haag - 1:20.46 (17e overall)
- 2009:  halve marathon van Enschede - 1:21.54
- 2009:  halve marathon van Texel - 1:23.33
- 2010: 5e NK in Breda - 1:21.38 (10e overall)
- 2010: 5e halve marathon van Enschede - 1:22.59
- 2011: 6e NK in Breda - 1:21.18 (9e overall)
- 2011:  halve marathon van Enschede - 1:20.55
- 2011: 4e halve marathon van Dalfsen - 1:22.30
- 2011:  halve marathon van Texel - 1:22.43
- 2012:  halve marathon van Enschede - 1:21.50
- 2013:  halve marathon van Enschede - 1:21.11
- 2013: 5e halve marathon van Zwolle - 1:23.42

### 25 km
- 2005:  Drielandenloop in Losser - 1:37.41

### 30 km
- 2000:  Groet uit Schoorl Run - 1:55.10
- 2005:  Vorden - 1:57.10

### marathon
- 1999: 15e marathon van Rotterdam - 2:49.59
- 2000: 18e marathon van Rotterdam - 2:49.37
- 2000:   NK marathon van Eindhoven - 2:50.31
- 2005: 4e marathon van Enschede - 2:49.26
- 2006: 24e marathon van Istanboel - 2:57.18
- 2010: 18e marathon van Praag - 2:54.06
- 2010: 17e marathon van Amsterdam - 2:53.20
- 2011: 13e marathon van Praag - 2:56.31
- 2011: 4e marathon van Dublin - 2:57.25
- 2016: 2e marathon Zeeuws-Vlaanderen - 3:10.32
- 2016: 3e marathon Loch Rannoch - 3:12.12
- 2017: 2e Connemarathon - 3:16.28
- 2018:    marathon van Dublin - 3.08.51

### veldlopen
- 2004: 20e NK in Holten - 23.50

### Persoonlijke Records baan
- 1000 m: 3.01,9 - 1995
- 1500 m: 4.38,76 - 1996
- 1 Eng. mijl: 5.22,09 - 2009
- 2000 m: 6.33,2 - 1994
- 3000 m: 9.41,9 - 1996
- 5000 m 16.30,32 - 1996
- 10.000 m: 34.32,5 - 1998

### Persoonlijke Records weg
- 10 km: 34.45 - 1996
- 15 km: 55.05 - 2004
- 10 EM: 57.19 - 1998
- 20 km: 1:13.36 - 2000
- halve marathon: 1:17.19 - 1999
- 25 km: 1:37.41 - 2005
- 30 km: 1:55.10 - 2000
- marathon: 2:49.26 - 2005